# Logitech G15

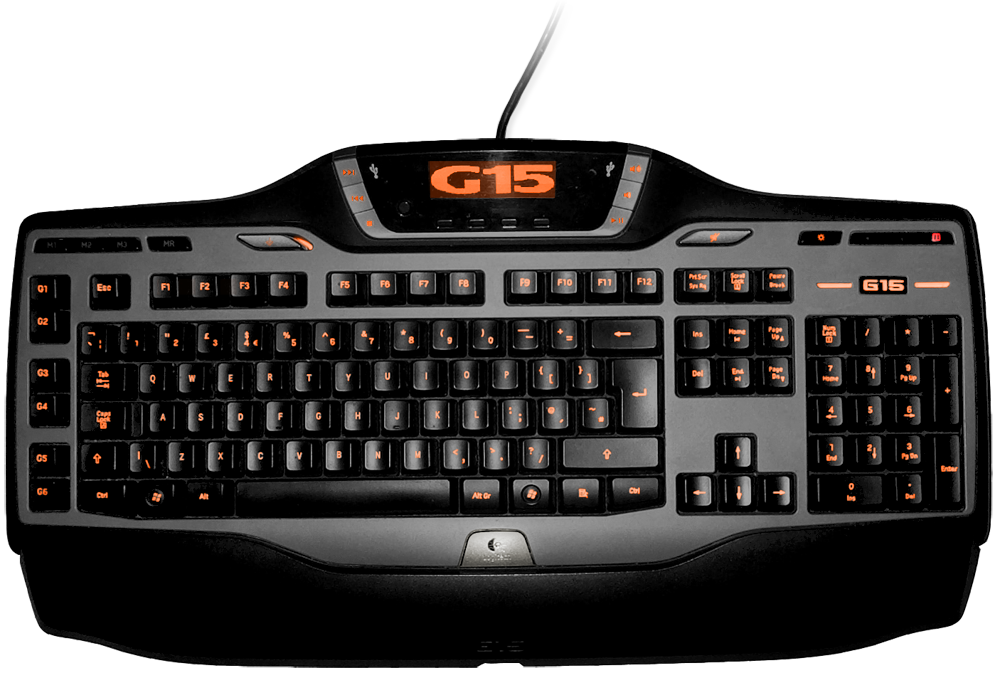
Logitech G15 version 2

Logitech G15 Gaming Keyboard är ett tangentbord tillverkat av Logitech. Tangentbordet är främst inriktat till personer som spelar datorspel, som vill kunna programmera in ofta återkommande tangentbordssekvenser. Tangentbordet är bakgrundsbelyst, och ställbart i tre styrkelägen; svag, stark och ingen.
Tangentbordet har också en bakgrundsbelyst enfärgad LCD-display, som har som standard att kunna visa CPU/RAM-användning, klocka, tidtagare och visare för vilka låtar som spelas i mediaspelaren som används.
På vänstra sidan av tangentbordet sitter det 18 macro-knappar. Dessa kan ställas in i tre olika lägen och ger därmed maximalt 54 macron som användaren kan ställa in i förväg med den medföljande programvaran. Det är även möjligt att skapa macron när användaren inte kan öppna mjukvaran, till exempel om han eller hon spelar datorspel. Med en knapp kan man ställa in tangentbordet i spelläge, det vill säga att Windows-tangenten stängs av.
Det finns två USB-portar på tangentbordets ovansida.

## Version 2
I juli 2007 visades en ny version av G15 upp på E3. De stora skillnaderna är att tangentbordet har blivit mer kompakt och mindre än den första versionen. Dessutom minskade antalet makro-knappar till 6, som kan ge sammanlagt 18 macron.